# KÀ
KÀ è uno show del Cirque du Soleil, creato e diretto da Robert Lepage. Viene rappresentato stabilmente al MGM Grand Hotel a Las Vegas, in Nevada. 

## Storia
Per la sua creazione e per la costruzione del suo teatro, furono spesi 165 milioni di dollari. KÀ è la prima produzione del Cirque du Soleil che si differenzia dal tradizionale format della compagnia: è infatti più simile a uno show tipico di Las Vegas. La trama della storia è più articolata ma anche molto lineare e facile da comprendere, a differenza di quelle più astratte presenti nelle altre produzioni del Cirque.

## Il palcoscenico
KÀ è l'unico spettacolo del Cirque du Soleil ad esser privo del tradizionale palcoscenico: al suo posto vengono utilizzate sette piattaforme flottanti che ruotano e si muovono con gli artisti in cima. Questa scenografia mobile appare e scompare, si gira da orizzontale a verticale, dando modo al pubblico di osservare lo spettacolo attraverso molteplici visuali, compresa la panoramica 'dall'alto'. Il teatro e la scenografia furono progettati dall'architetto Inglese Mark Fisher. Il design strutturale delle piattaforme fu curato dall'ingegnere di New York Mal McLaren.

## Trama
KÀ narra la storia di due gemelli (un fratello ed una sorella), ambedue eredi al trono imperiale, che vengono separati durante un assedio al palazzo dell'Imperatore. Durante il loro viaggio per riunirsi, i due gemelli non solo iniziano a conoscere il loro destino, ma comprendono anche il significato del dualismo ed il potere che esso ha. Durante il percorso, i gemelli ed i loro compagni s'imbattono nel dualismo in una varietà di forme che vanno dal potere dell'amore sino al conflitto tra il bene ed il male.